# 夜想曲第5番 (ショパン)
夜想曲第5番 嬰ヘ長調 作品15-2 は、フレデリック・ショパンが1830年から1831年に作曲したピアノのための夜想曲で、1833年に出版した作品15の第2曲である。
非常に晴れやかな作品で、演奏会でも比較的頻繁に取り上げられる作品である。

## 構成

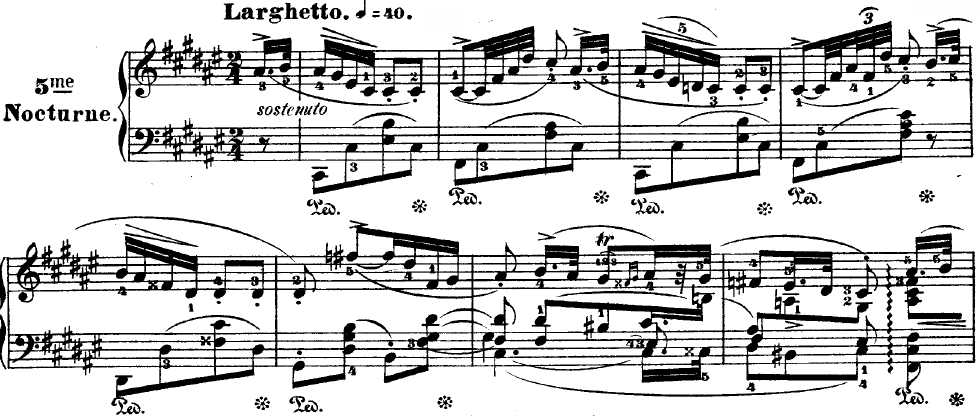
冒頭部分

嬰ヘ長調、ラルゲット、4分の2拍子、三部形式。
弱起の"A# - B"の開始。アルペッジョをふんだんに使用して流動感を演出している。半音階下降進行の装飾音などピアノの持つ能力を自在に取り入れている。

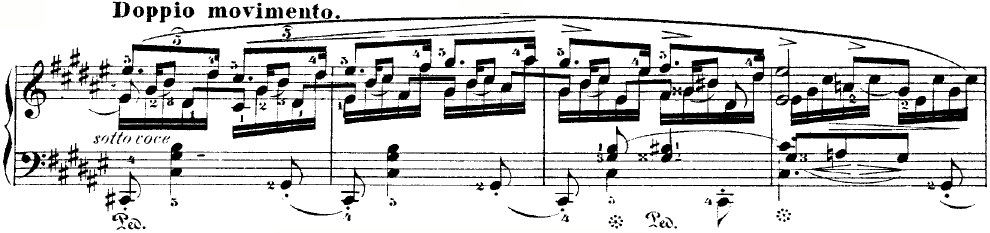
中間部分

ドッピオ・モヴィメントの中間部では作者お得意の「2倍の速さ」。嬰ハ長調の5連符の上に付点リズムという構成で主題部と対照をつけている。最後には嫋々とした主和音のアルペジョで落ち着いた締めくくりをしている。